# Antonio Rotondo y Rabasco
Antonio Rotondo y Rabasco   (Madrid, 8 de novembre de 1808 - Madrid, 6 de maig de 1879) fou un pintor, literat i músic madrileny del temps del Romanticisme.
Va estudiar el dibuix i la pintura sota la direcció de Genaro Pérez Villaamil. Al llarg de la seva vida va treballar com a cirurgià dentista, empresari, autor dramàtic, pintor, novel·lista i historiador. Va ser cònjuge de la pintora Teresa Nicolau, amb qui va contreure matrimoni el 1842.
Era dentista, i o fou de la reina Isabel II, sense que les ocupacions pròpies de la seva professió l'impedissin dedicar-se amb bon fruit a la música, la pintura i a la literatura. Tocava diversos instruments amb gran gust; diu un escriptor que pintà més de dos mil quadres, molts dels quals figuren en museus particulars d'Espanya i l'estranger, destacant els titulats Un contrabandista, al Palau Reial; diversos paisatges que estaven a Barcelona; La coronación del emperador de Austria; Muerte de San Isidro, que regalà al rei Alfons XII, i altres llenços de diversos assumptes per algunes exposicions, posseint-ne alguns M. Sánchez Toca, el duc d'Osuna, V. Dorregaray i altres.
Com a literat, va deixar a banda de diverses traduccions, les obres següents:
- Historia de la Guerra de Africa
- La oración de la tarde
- Diccionario fraseològico espanyol-francés
- Historia descriptiva, artística y pintoresca del real Monasterio de San Lorenzo
- La fisonomia ó arte de conocer á sus semejantes por las formas exteriores (Madrid, 1842; 3,ª ed., Madrid, 1848), la qual és un extracte de les millors obres de G. Lavater
- Lecciones de cirugía dentaria (Madrid, 1877)

Per al teatre va donar: Escenas del Dos de Mayo; La abuela; Por ser econòmica; El perro del hortelano; El Tejedor de Segovia; El amigo de la casa; La Virgen del Puerto, i ¡Maldito párrafo!.